# Orrträsket (Råneå socken, Norrbotten)
Orrträsket är en sjö i Bodens kommun i Norrbotten och ingår i Råneälvens huvudavrinningsområde. Sjön har en area på 0,314 kvadratkilometer och ligger 197 meter över havet. Orrträsket ligger i Råneälven Natura 2000-område.

## Delavrinningsområde
Orrträsket ingår i det delavrinningsområde (736266-177869) som SMHI kallar för Inloppet i Storträsket. Medelhöjden är 207 meter över havet och ytan är 26,34 kvadratkilometer. Det finns inga avrinningsområden uppströms utan avrinningsområdet är högsta punkten. Mörtträskbäcken (Remån) som avvattnar avrinningsområdet har biflödesordning 3, vilket innebär att vattnet flödar genom totalt 3 vattendrag innan det når havet efter 74 kilometer. Avrinningsområdet består mestadels av skog (80 procent) och sankmarker (16 procent). Avrinningsområdet har 0,88 kvadratkilometer vattenytor vilket ger det en sjöprocent på 3,3 procent.